# Anton Herport
Anton Herport (* 15. Januar 1646, anderes Datum 21. Oktober in Bern; † 27. Februar 1688 in Burgdorf) war ein Schweizer evangelischer Geistlicher.

## Leben
Anton Herport war der Sohn des Signauer Landvogts Beat Herport (* 5. Januar 1604 in Bern; † Februar 1650 in Königsfelden) und von dessen Ehefrau Johanna (* 4. Januar 1616 in Bern), einer Tochter von Johannes Haller (1579–1649), Vogt im Schloss Landshut in Utzenstorf; sein Vater wurde später Hofmeister in Königsfelden. Er hatte noch acht Geschwister, sein älterer Bruder Albrecht Herport war der spätere Obervogt in Biberstein.
Er besuchte die Obere Schule in Bern und war einer von vier darstellenden Schülern, als von Jakob Anton Vulpius (1625–1684) während einer Solennität das Stück Einfaltiges Gespräch zwischen Eugemum, Lucianum, Martialem und seinem Jungen: In welchem Eugenius von seinem Vetter Luciano mit gründen beweget wird, noch ein paar jähr alhie zeverbleiben, und seine Reyß auf die hohen Schulen einzustellen, Martialis aber als ein wahrer Säüfling, nach deme er den Eugemum, mit sich zegehen, nit bereden können, mit seinem Jungen fortreyset, und in Krieg ziehet aufgeführt wurde; er spielte in dem Stück den Lucianus.
Nach Beendigung der Schule studierte er an der Berner Hochschule und hörte Vorlesungen bei David Albinus (1632–1700).
1672 wurde er Pfarrer in Wangen an der Aare; aufgrund seiner Bittschrift liess der damalige Landvogt Beat Fischer das Pfarrhaus Wangen an der Aare 1684 renovieren, das auch heute noch als Pfarrhaus genutzt wird. Ende 1687 wurde er in Burgdorf Pfarrer, verstarb aber bereits einige Wochen nach seinem Amtsantritt.
Anton Herport war mit Katharina (* 21. Februar 1642 in Bern), Tochter von Niklaus Willading (1620–1657), Vogt in Aarwangen und Festungsingenieur, verheiratet.

### Schriftstellerisches Wirken
Anton Herport gab 1678 die Erklärung des Heidelbergischen Catechismi heraus, die in neuen Auflagen noch 1689 und 1702 erschien. In dieser Schrift ging er vom Heidelberger Katechismus aus, indem er dessen Fragen in weitere Unterfragen und entsprechende Antworten aufteilte und viele biblische Belege hinzufügte. Dabei verwarf er den Gebrauch des Neuhochdeutschen und bediente sich einer Mischung aus Berndeutsch und Schriftdeutsch.

## Schriften (Auswahl)
- David Albinus; Anton Herport: Disp. phys. de amore. Bern 1665.
- Erklärung des Heidelbergischen Catechismi: da die Fragen und Antworten, zu besserem Verstand derselben, ausseinander gezogen, kurtz, deutlich, und grundtlich mit Beweissthummen der H. Schrifft, vorgestellet und erklärt werden: zu gutem der Kirchen Christi, ins gemein, in unserem lieben Vatterland, ins besonder der Gemeind Christi zu Wangen / durch Anthoni Herport, Diener Jesu in Wangen. Bern: in Verlag Samuel Herports: getruckt bey Samuel Kneubüler, im Jahr 1678.